# 22e cérémonie des Hollywood Film Awards
La 22e cérémonie des Hollywood Film Awards, récompensant des artistes hollywoodiens reconnus, s'est tenue le 4 novembre 2018. Elle a été présentée par la rappeuse, actrice et animatrice de télévision Awkwafina. 

## Palmarès
Les lauréats étant pré-sélectionnés par un panel représentatif de l'industrie cinématographique (agents, publicitaires, producteurs) selon l'importance de leur contribution à l'art du cinéma et départagés par les membres du bureau du festival, il n'y a pas de nominations multiples.
- Meilleur film (Hollywood Film Award)  : Black Panther
- Meilleur film d'animation (Hollywood Animation Award)  : Les Indestructibles 2
- Meilleur film documentaire (Hollywood Documentary Award)  : Believer

- Meilleur acteur (Hollywood Actor Award)  : Hugh Jackman dans Front Runner : Le Scandale
- Meilleure actrice (Hollywood Actress Award)  : Glenn Close dans The Wife
- Meilleur acteur dans un second rôle (Hollywood Supporting Actor Award) : Timothée Chalamet dans My Beautiful Boy
- Révélation (New Hollywood Award) : Yalitza Aparicio dans Roma
- Meilleure distribution (Hollywood Ensemble Award)  : Viggo Mortensen, Mahershala Ali, et Linda Cardellini dans Green Book : Sur les routes du Sud
- Meilleure performance masculine (Hollywood Breakout Performance Actor Award)  : John David Washington dans BlacKkKlansman : J'ai infiltré le Ku Klux Klan
- Meilleure performance féminine (Hollywood Breakout Performance Actress Award) : Amandla Stenberg dans The Hate U Give : La Haine qu'on donne
- Meilleure performance d'ensemble (Hollywood Breakout Ensemble Award) : Constance Wu, Henry Golding, Michelle Yeoh, Gemma Chan, Lisa Lu, Awkwafina, Ken Jeong, Sonoya Mizuno, Chris Pang (en), Jimmy O. Yang, Ronny Chieng, Remy Hii et Nico Santos dans Crazy Rich Asians

- Meilleur réalisateur (Hollywood Director Award)  : Damien Chazelle pour First Man : Le Premier Homme sur la Lune
- Meilleur nouveau réalisateur (Hollywood Breakthrough Director Award)  : Felix Van Groeningen pour My Beautiful Boy
- Meilleur scénariste (Hollywood Screenwriter Award)  : Peter Farrelly, Nick Vallelonga et Brain Currie pour Green Book : Sur les routes du Sud
- Meilleure direction artistique (Hollywood Production Design Award)  : Hannah Beachler pour Black Panther
- Meilleurs costumes (Hollywood Costume Design Award)   : Sandy Powell pour La Favorite
- Meilleurs maquillage et coiffure (Hollywood Make-Up & Hair Styling Award)  : Jenny Shircore, Sarah Kelly et Hannah Edwards pour Marie Stuart, reine d'Écosse
- Meilleurs effets visuels (Hollywood Visual Effects Award)  : Dan Deleeuw, Kelly Port, Russel Earl et Dan Sudick pour Avengers: Infinity War
- Meilleur son (Hollywood Sound Award)  : Erik Aadahl, Ethan Van der Ryn et Brandon Proctor pour Sans un bruit
- Meilleure photographie (Hollywood Cinematography Award)  : Matthew Libatique pour A Star Is Born
- Meilleur montage (Hollywood Editor Award)  : Tom Cross pour First Man : Le Premier Homme sur la Lune
- Meilleur compositeur (Hollywood Film Composer Award)  : Justin Hurwitz pour First Man : Le Premier Homme sur la Lune

Récompense spéciale
- Prix d'excellence pour l'ensemble de la carrière (Hollywood Career Achievement Award) : Nicole Kidman

Source : hollywoodawards.com